# بلایا (دریاچه ایماندرا)
بلایا (انگلیسی: Belaya) یک رودخانه در استان مورمانسک کشور روسیه است.